# ای‌دی‌ئی ۶۵۱

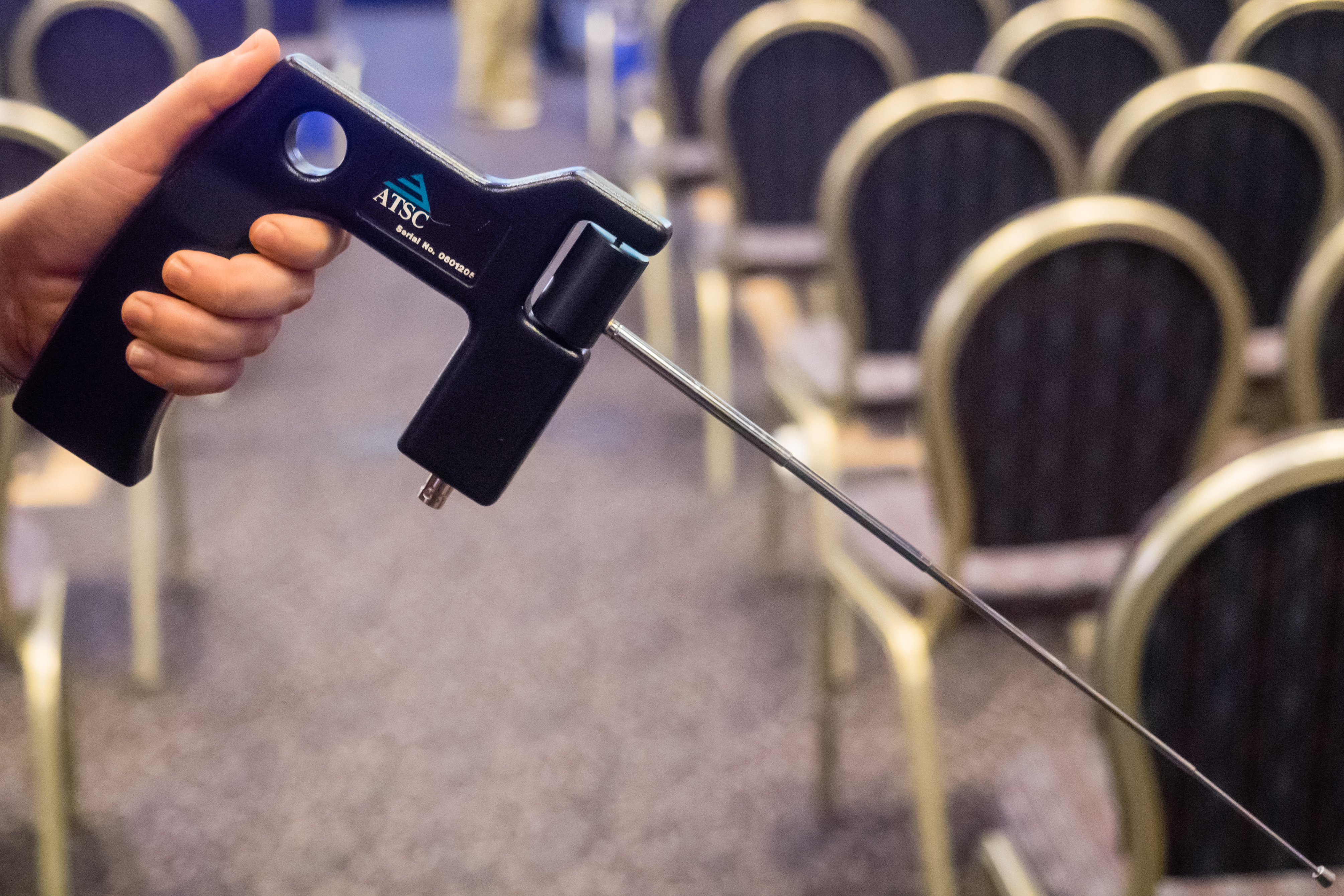
عکس ADE 651 گرفته شده در QEDcon 2016.

ADE 651 یک آشکارساز بمب جعلی ساختهٔ شرکت بریتانیایی Advanced Tactical Security Communications Ltd (ATSC) است. ATSC ادعا کرد که این دستگاه می‌تواند از راه دور به‌طور مؤثر و دقیق انواع مواد منفجره، مواد مخدر، عاج و سایر مواد را تشخیص دهد. این دستگاه به ۲۰ کشور در خاورمیانه و آسیا از جمله عراق و افغانستان به ازای هر کدام تا ۶۰٬۰۰۰ دلار آمریکا فروخته شد. گفته می‌شود که دولت عراق دست‌کم ۸۵ میلیون دلار برای این دستگاه‌ها هزینه کرده‌است.
تحقیقات بی‌بی‌سی و سازمان‌های دیگر نشان داد که این دستگاه هیچ قابلیت تشخیصی ندارد. در ژانویه ۲۰۱۰، صادرات این دستگاه توسط دولت انگلیس ممنوع شد و مدیرعامل ATSC به ظن کلاهبرداری دستگیر شد. در ژوئن ۲۰۱۰، چندین شرکت دیگر توسط پلیس انگلیس مورد حمله قرار گرفتند. ATSC در ۵ مارس ۲۰۱۳ منحل شد. در ۲۳ آوریل ۲۰۱۳، بنیانگذار ATSC، جیمز «جیم» مک کورمیک، به سه پروندهٔ کلاهبرداری و متعاقباً به ده سال زندان محکوم شد.
استفاده از این وسیله توسط نیروهای امنیتی عراقی و پاکستانی به یک جنجال بزرگ بین‌المللی تبدیل شده‌است. دستگاه‌های بسیار مشابه GT200 و Alpha 6 که به‌طور گسترده در تایلند و مکزیک مورد استفاده قرار می‌گیرند، در پی افشاگری‌های مربوط به ADE 651 مورد بازرسی قرار گرفتند.

## دستگاه

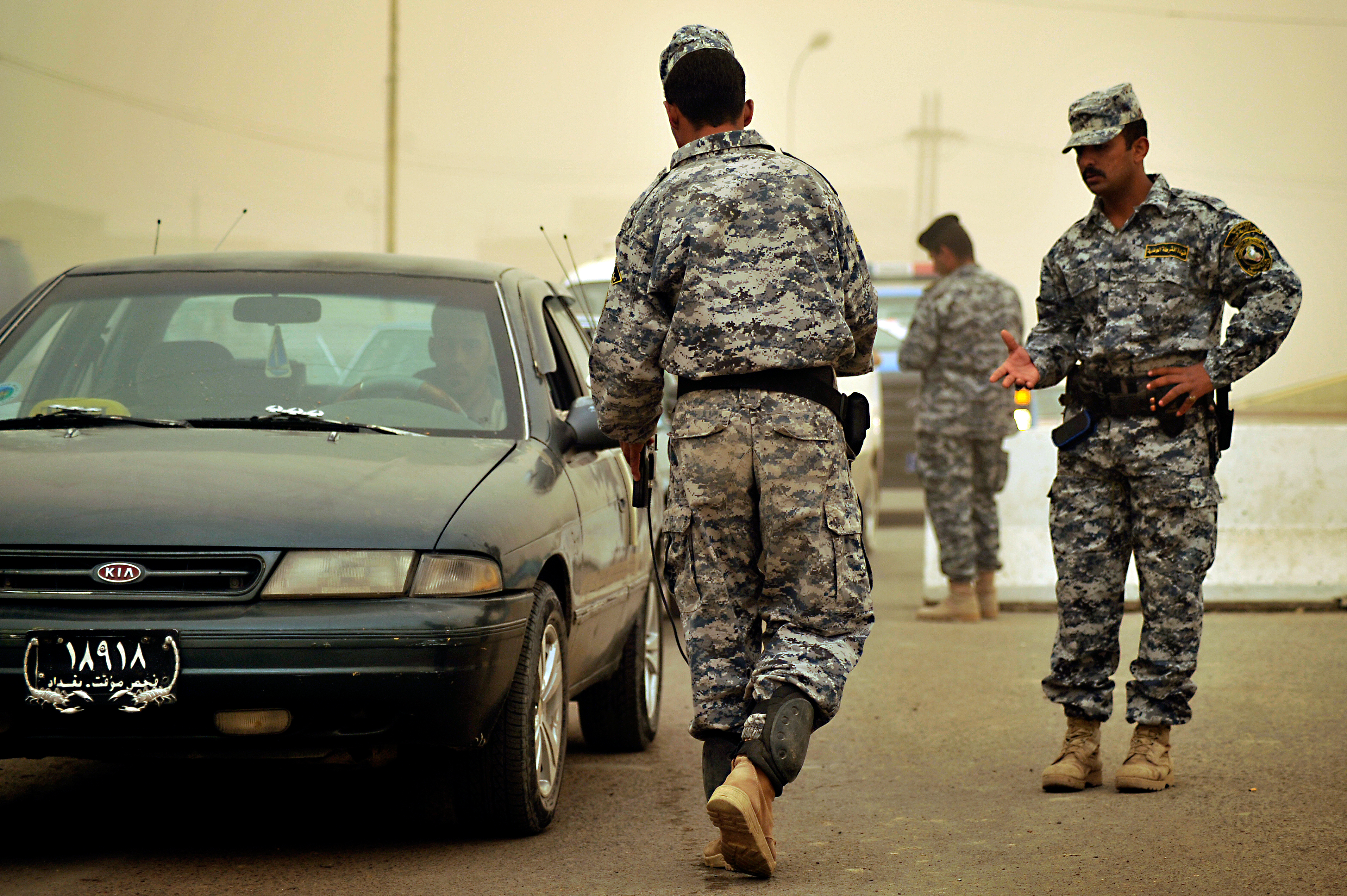
یک سرباز عراقی در سال ۲۰۰۸ در حال استفاده از ADE 651

ADE 651 شامل یک آنتن قابل چرخش است که از طریق لولا به یک دستگیرهٔ پلاستیکی متصل می‌شود. این دستگاه به هیچ باتری یا منبع تغذیهٔ دیگری احتیاج ندارد. شرکت سازنده ادعا کرد که دستگاه همهٔ نیروی مورد نیاز خود را از برق استاتیک کاربر تأمین می‌کند. برای استفاده از دستگاه، اپراتور باید چند لحظه راه برود تا دستگاه «شارژ» شود. پس از قرار دادن «کارت برنامه‌ریزی‌شدهٔ شناسایی مواد» ، انتظار می‌رود آنتن دستگاه بچرخد تا خود را در جهت مادهٔ هدف قرار دهد. ادعا می‌شود که کارت‌ها برای «فرکانس» مواد منفجره یا مواد دیگری که روی کارت درج شده‌است، «تنظیم» شده‌اند.